# Днепропетровский информационно-юридический лицей

Днепропетровский информационно-юридический лицей — среднее общеобразовательное учебно-воспитательное заведение в городе Днепре; лицензия АА № 315887 от 07.07.2003 г.
Основан в 1999 году по инициативе Днепропетровского государственного университета внутренних дел.

## Директор лицея
Коршун Валентин Иванович, кандидат физико-математических наук, заведующий кафедрой информатики Днепропетровского государственного университета внутренних дел, научные интересы — моделирование физических процессов в твердом теле, научно-педагогический стаж — 29 лет, научных работ — 44.

## Девиз
«Информационные технологии в правоведение»

## Основная цель
Вместе с Днепропетровским государственным университетом внутренних дел обеспечить непрерывное правовое образование молодёжи в Днепропетровском регионе.

## Выпускники
За 7 лет существования лицея его окончили около полторы сотни выпускников, из них двенадцать — с золотой медалью и восемь — с серебряной. Почти 100 % выпускников продолжают учиться в высших учебных заведениях. Из них — 90 % в Днепропетровском государственном университете внутренних дел, другие — в высших учебных заведениях Киева, Днепра и Харькова. 75 % выпускников учатся в Университете внутренних дел на «хорошо» и «отлично».

## Педагоги
Работают высококвалифицированные преподаватели, среди которых шестеро имеют степень кандидата наук, пятеро — звание «учитель-методист».

## Метод проектов
В лицее применяется методология поиска одарённой молодежи, которая называется «Метод проектов». Этот метод позволяет вовлечь учеников в самостоятельную научную работу, как по информатике, так и по другим предметам, демонстрируя на практике их способность к межпредметной интеграции. На протяжении последних двух лет в течение государственной итоговой аттестации 35 % выпускников защитили такие творческие работы.

## Связь с ВУЗом
Днепропетровский информационно-юридический лицей плодотворно сотрудничает с Днепропетровским государственным университетом внутренних дел:
- согласование учебных программ и планов по профильным дисциплинам;
- внедрение системы модульного преподавания правоведения (общетеоретический *блок и специально-теоретический блок);
- среди учителей лицея — 12 преподавателей университета;
- преподавателями лицея разработаны 9 учебно-методических пособий по профильным дисциплинам (4 — по правоведению, 4 — по информатике и 1 — по экономике);
- в состав комиссий государственной итоговой аттестации по правоведению, истории и информатике привлекаются ведущие специалисты Университета внутренних дел;
- лицеисты проходят ученическую практику по профильным дисциплинам на кафедрах университета;
- лицей активно использует учебно-методическую и спортивную базы университета: к услугам лицеистов библиотеки, читальные и спортивные залы, столовая, спортивные площадки;
- выпускники лицея имеют льготы при вступлении в Днепропетровский государственный университет внутренних дел.

## Мероприятия
Ученики лицея — постоянные участники всех учебно-воспитательных мероприятий, которые проводятся Днепропетровским государственным университетом внутренних дел, таких как пресс-клуб «Горячая тема законодателя», «Юридический бал». Лицей является базовой площадкой для проведения городских и областных олимпиад по информатике. За время существования заведения 39 лицеистов стали призёрами областных и городских олимпиад и конкурсов. Лицеисты являются победителями Первого областного турнира «Юных правоведов», трое из них вошли в состав областной команды, которая принимала участие во Втором всеукраинском турнире «Юных правоведов».
С 1 сентября 2003 года работает кабинет естественных дисциплин, 2 компьютерных класса. Все компьютеры лицея имеют постоянный доступ ко всемирной компьютерной сети — Интернет.

## Адрес
Украина, 49005, г. Днепр, просп. Гагарина, 26
https://web.archive.org/web/20070928135203/http://diul.dp.ua/.